# Ueli Blum
Ueli Blum (* 27. Oktober 1961 in Luzern) ist ein Schweizer Theaterregisseur, Dramaturg, Autor und Übersetzer.  Er ist seit den 1980er-Jahren in der freien Theaterszene der Schweiz tätig und hat sich insbesondere mit Inszenierungen, Übersetzungen klassischer Stücke ins Schweizerdeutsche betätigt. Er ist Gründer und Leiter des N!NA Theaters in Bätterkinden und erhielt 2022 den Theaterpreis des Kantons Solothurn.

## Leben und Wirken
Blum absolvierte nach einer Ausbildung zum Primarlehrer und mehrjähriger Tätigkeit als solcher von 1984 bis 1987 die Schauspielakademie Zürich. Anschliessend arbeitete er als freischaffender Regisseur, Schauspieler und Autor an verschiedenen Theatern im In- und Ausland.
Von 1991 bis 1996 lehrte er Improvisation und Rollenstudium an der Schauspielakademie Zürich. 1996 wechselte er nach Deutschland, wo er bis 2000 als künstlerischer Leiter des Jungen Theaters der Landesbühne Niedersachsen Nord in Wilhelmshaven tätig war. Im Jahr 2000 kehrte Blum in die Schweiz zurück und gründete das N!NA Theater in Bätterkinden. Das Theater ist im restaurierten, denkmalgeschützten Hagerhüsli stationiert, einer ehemaligen Holzschleiferei der Papierfabrik Utzenstorf, welches Blum mit anderen zu einem Kultur-, Wohn- und Arbeitszentrum umgebaut hat. Das N!NA Theater arbeitet als freie Produktionsgemeinschaft, die mit ihren Inszenierungen durch die Schweizer Kleintheater-Szene tourt.
Seit 2000 schrieb und inszenierte er eine Vielzahl von Theaterstücken an Theaterhäusern und in der freien Szene. Blum ist als Dramaturg, Autor und Übersetzer in verschiedenen Bereichen des Theaters tätig. Sein literarisches Schaffen umfasst Originalstücke, Adaptionen und Übersetzungen für Kinder-, Jugend- und Erwachsenentheater. Blums Theaterstücke erschienen bei den Verlagen Hartmann & Stauffacher (Köln), Felix Bloch Erben (Berlin) und dem Theaterstückverlag München.
Zudem wirkte Blum in der Museumsgestaltung. Auch engagierte er sich in verschiedenen kulturellen Gremien. Er war Mitglied und zeitweise Präsident der Fachkommission Theater und Tanz des Kantonalen Kuratoriums für Kulturförderung Solothurn. Zudem war er Vorstandsmitglied des Schweizerischen Verbandes für das professionelle Kinder- und Jugendtheater (assitej Schweiz) und ist seit 2000 Teil des Stiftungsrats der Jürg George Bürki Stiftung.

## Wirken als Regisseur
Blum ist als Regisseur sowohl an professionellen Bühnen als auch im Amateurtheater tätig. Seine Inszenierungen umfassen ein breites Spektrum von der Klassik bis zur zeitgenössischen Dramatik. Er wirkte zum Beispiel am Stadttheater Luzern, der Claque in Baden, der Landesbühne Niedersachsen Nord in Wilhelmshaven und dem Vorstadttheater Basel. Bei der Claque inszenierte er Athol Fugards Die Insel (1995), ein zentrales Werk des südafrikanischen Widerstandstheaters. Für die Landesbühne Niedersachsen Nord brachte er Gefährliche Liebschaften von Christopher Hampton (1997)  sowie Friedrich Schillers Kabale und Liebe (1998) zur Aufführung. Am Jugendtheater inszenierte er Zamt & Zunder, dem Kitz, Junges Theater Zürich und der Schauspielakademie Zürich.
Darüber hinaus kooperiert Blum regelmässig mit freien Theatergruppen und -kollektiven. Zu seinen Partnern gehören unter anderem die Gruppe «schertenleib & seele», der Regisseur und Performer Werner Bodinek sowie das Kollektiv «Visch & Fogel».
Im Freilichttheater realisierte Blum Produktionen für die Freilichtspiele Luzern und die Sommerspiele Schaffhausen. Bereits 1994 brachte er für das Sommertheater Schaffhausen William Shakespeares Ein Sommernachtstraum zur Aufführung. Bei den Luzerner Freilichtspielen inszenierte er 2022 Viel Lärm um nichts in einer Mundartfassung von Charles Lewinsky sowie 2023 Ein Sommernachtstraum. Für das Landschaftstheater Ballenberg realisierte er mehrere Produktionen, darunter Brandboden und 2025 Der Geltstag von Paul Steinmann nach Jeremias Gotthelf. Während der COVID-19-Pandemie entwickelte und inszenierte er für diese Spielstätte die Stationentheater Himmel Arsch und Zwirn (2020) und Zunder und Plunder (2021).
Am  Amateurtheater führt Blum regelmässig Regie bei etablierten Theatergesellschaften in Zug, Stans, Sarnen und Willisau sowie bei den traditionsreichen Luzerner Spielleuten. Bei der Theatergesellschaft Stans inszenierte er unter anderem Molière, ein Theaterleben und Beat Sterchis Annebäni im Säli. In Willisau brachte er Pavel Kohouts August, August, Augusst sowie Shakespeares Wie es euch gefällt zur Aufführung.
Für die Luzerner Spielleute realisierte er unter anderem die Eigenproduktion Läuterbad (2021), ein Stück über die Auseinandersetzung mit dem Tod, sowie Tankred Dorsts Merlin oder Das wüste Land (2018).

## Wirken als Dramaturg und Autor

### Arbeit als Dramaturg
Als Dramaturg wirkte Blum massgeblich am Vorstadttheater Basel mit, wo er bei zahlreichen Produktionen Konzeption und Textarbeit verantwortete. Besondere Anerkennung fand seine Mitarbeit an Frau Kägis Nachtmusik (2009), mit der das Vorstadttheater Basel den ersten Preis beim Domino Theaterfest Göttingen gewann. Weitere dramaturgische Arbeiten entstanden für Herr Macbeth oder die Schule des Bösen (2016) oder Expedition ins Tierreich.

### Autor für Kinder- und Jugendtheater
Blums Werk für junge Zielgruppen beginnt mit dem Jugendstück Smash!, das 1988 vom Luki*ju Theater Luzern uraufgeführt und im Jahrbuch «Theaterräume» beim Lenos Verlag publiziert wurde. Für das Stadttheater Luzern adaptierte er 1993 Pipi Langstrumpf, für das Stadttheater Wilhelmshaven schrieb er 1996 Das Kalte Herz und die Die zertanzten Schuhe. Weitere Werke umfassen Pa dö döö (1997) für das Jugendtheater «zamt & zunder», Der König kocht (2005) für das N!NA Theater sowie Der Kaiser und die Nachtigall (2024) für die Määrlibiini Stans. Für das Märchentheater Obwalden entstand 2013 Die Schöne und das Biest,  für das Theater Tabula Rasa Glücksvogel.

### Autor für Erwachsenentheater
Für erwachsene Zielgruppen schrieb Blum 1991 anlässlich der 700-Jahr-Feier der Eidgenossenschaft Stägehusgschichte. Für die Theatergesellschaft Stans entstanden 2014 Molière, ein Stück über ein Theaterleben und 2024 Bühnenstaub & Sternenglanz. Weitere Originalwerke sind Läuterbad (2021) für die Luzerner Spielleute, Brandboden (2025) für das Landschaftstheater Ballenberg, Titanic für die Sommerspiele Schaffhausen (2011), sowie Happy Family (2024) für die dramatisch literarische Gesellschaft in Balsthal. 2025 schrieb Ueli Blum das Volksliederspiel Simeliberg (2025), ein Musiktheater, das alte Schweizer Volkslieder aus dem «Röseligarten»-Sammelband mit einer poetischen Handlung um die sagenhafte Bergwelt verbindet.
Zu Blums Werken für das N!NA Theater gehören Das Fest (2006), Titanic (2009), Man sieht nur was man weiss (2013), Gschnorr (2016) sowie das aktuelle Kammerspiel Airbnb (2020), eine zeitkritische Komödie über neue Armut, sich ändernde Privatheit und Geschlechterrollen in der digitalisierten Gesellschaft. Ausserdem verfasste er Baltz Mengis, die Geschichte des letzten Luzerner Henkers, das 2022 als Musikperformance in der Luzerner Altstadt aufgeführt wurde.

### Übersetzungen ins Schweizerdeutsche
Insgesamt hat Blum mehr als ein Dutzend klassische Theaterstücke ins Schweizerdeutsche übersetzt. Gemeinsam mit seinem Bruder Adi Blum übersetzte er für die Schlossspiele Falkenstein Shakespeares Romeo & Julia (2016) und Ein Sommernachtstraum (2018).  Ebenso übersetzten sie für die Shakespeare Company Berlin den Klassiker Mass für Mass. Der Schriftsteller Pedro Lenz bemerkte zu diesen Übersetzungen, dass sie «Shakespeare in eine schweizerdeutsche Umgangssprache übersetzen, die den Spielleuten vollkommen natürlich im Mund liegt» und dabei «Shakespeares Vorlage bis in die Details der Versmasse» respektieren.

## Museumsgestaltung
Für das Historische Museum Luzern entwickelte Blum das Format der Theatertouren mit. Diese als Stationentheater konzipierten Rundgänge sind Teil des regulären Museumsangebots. Sie werden von professionellen Schauspielern aufgeführt und tragen zur Geschichtsvermittlung bei. Blum schrieb und inszenierte unter anderem die Touren Ballade eines Zimmermädchens, New Switzerland und Nichts als die Wahrheit.
Als Museumskonzepter bei der Firma Steiner Sarnen Schweiz entwickelte er unter anderem Konzepte für das Tiroler Volkskunstmuseum, das Schloss Wildegg, das Besucherzentrum Chocolat Cailler in Broc, die Vogelwarte Sempach und die Wiedereröffnung der Autobahn A2 mit. Weitere Projekte umfassten unter anderem Konzepte für die Fürstenzimmer Hohen Salzburg und das Visitor Center Victorinox.

## Rezeption
In der Begründung zur Verleihung des Theaterpreises des Kantons Solothurn wurde Blums langjähriges Engagement für die freie Theaterszene und seine Vielseitigkeit gewürdigt: «Durch seine Arbeit hat Ueli Blum die freie Theaterszene im Kanton über Jahrzehnte wesentlich beeinflusst und mitgestaltet.»